# Brachiacantha decora
Brachiacantha decora är en skalbaggsart som beskrevs av Thomas Casey 1899. Brachiacantha decora ingår i släktet Brachiacantha och familjen nyckelpigor. Inga underarter finns listade i Catalogue of Life.